# 알칼리 전지
알칼리 전지(alkaline battery)는 1차 전지의 하나로 전해액으로 수산화칼륨을 사용한다. 납축전지에 견줘 진동에 강하고 자기방전이 적으며 열악한 주위 환경에서도 오래 사용할 수 있는 장점이 있다. 그러나 암페어 시효율(방전한 전기량과 충전한 전기량의 비율)이 낮고 가격이 비싼 것이 단점이다. 산화은 전지와 비교하면 에너지밀도가 낮고 수명이 짧지만 저렴하다. 기본적으로 새 알칼리 전지는 1.5V 정도의 전압을 낸다. 여러개를 직렬연결해서 사용하면 더 큰 전압을 얻을 수 있다. 대부분의 알칼리 전지는 충전이 불가능하지만, 일부는 충전이 가능하도록 설계되었다. 만약 충전이 가능하지 않은 알칼리전지를 충전하려고 하면 전지가 파열돼서 독성물질이 흘러나올 가능성이 있다.

## 발명
알칼리 전지는 캐나다 엔지니어 루이스 어리(Lewis Urry) 에 의해 1950년도에 발명되었다.

## 화학 원리
알칼리 전지의 음극은 내부에 아연 분말 전극이 연결되어 있고, 양극은 이산화망간 전극으로 이루어져 있다.
반쪽반응은 다음과 같다
Zn (s) + 2OH− (aq) → ZnO (s) + H2O (l) + 2e−
2MnO2 (s) + 2H2O (l) + 2e− → 2MnO(OH) (s) + 2OH− (aq)
전지를 기기에 연결하면 전지 내부에서 산화‧환원 반응이 진행된다. 아연 전극은 산화아연 전극으로 변하는 산화반응이 일어나며, 이산화망간 전극은 삼산화이망간 전극으로 변하는 환원반응이 일어난다.

## 용량
알칼리 전지의 용량은 부하에 따라 편차가 크다. 디지털 카매라와 같이 큰 전류를 사용하는 부하일 경우와 시계등과 같이 적은 전류를 사용하는 부하를 사용할 경우 그 차이가 3~4배 가량 발생 한다. 
다만, 일반적으로 사용되는 1.5V 알칼리 건전지의 경우, 100mA 정전류 방전을 기준으로 할 때, AA 사이즈의 경우 약 2200mAh 전후, AAA 사이즈의 경우 950mAh 전후의 방전 전류량을 가진다.

## 종류
극판에 사용하는 금속의 종류에 따라 나뉜다
- 에디슨 전지 : 양극에 수산화니켈, 음극에 철 사용.
- 융그너 전지 : 양극에 니켈, 음극에 카드뮴 사용. 일반적으로 사용된다. 카드뮴 음극의 전위가 수소의 전위보다 낮아서 카드뮴 전극이 전해액에 대해 완전히 불활성으로 된다. 따라서 유동전류가 아주 낮고 순간적인 방전에 유리하며 안적적으로 최대방전상태를 유지한다.

## 같이 보기
- 이차 전지

1. ↑  “교양있는 엔지니어 - 전지 용량 시험”. 《교양있는 엔지니어 블로그》. 2024년 10월 17일에 확인함.